# Le Plus Grand Français de tous les temps
Le Plus Grand Français de tous les temps (z fr.: Najwybitniejszy Francuz wszech czasów) – kontrowersyjna i szeroko dyskutowana lista najwybitniejszych Francuzów w historii, stworzona przez publiczną stację telewizyjną France 2, na wzór brytyjskiego programu 100 Greatest Britons prezentowanego przez BBC.
Pierwszy – wstępny – program dotyczący listy został wyemitowany 14 marca 2005 roku, a prowadzili go Michel Drucker i Thierry Ardisson.
Zaprezentowano wtedy listę stu osób, z których dziesięciu pierwszym poświęcono 26 minutowe filmy dokumentalne, emitowane od 20 marca. Wstępna lista była stworzona w wyniku sondażu, przeprowadzonego na 1038 Francuzach. W kolejnej emisji 4 kwietnia 2005 została ogłoszona ostateczna klasyfikacja nazwisk, ze zmianami w pierwszej dziesiątce, spowodowanymi wynikiem głosowania widzów (głosowano przez internet lub wysyłając SMS-a).
Pomiary oglądalności podane przez Mediametrie wskazywały, że obie emisje były mniej popularne niż emitowane równolegle filmy kryminalne konkurencyjnej stacji TF1, mimo że plebiscytowa formuła programu miała na celu przyciągnięcie publiczności ze stacji prywatnych. Jednym z zarzutów stawianych programowi było m.in. stosowanie wzorców właściwych nadawcom komercyjnym. Inny powód krytyki to niskie pozycje wybitnych postaci historycznych, takich jak król Ludwik XIV czy Joanna d’Arc.

## Najwybitniejsi Francuzi wszech czasów
Źródło.
1. Charles de Gaulle[1]
2. Louis Pasteur[1]
3. Abbé Pierre[1]
4. Marie Curie[1]
5. Coluche[1]
6. Victor Hugo[1]
7. Bourvil[1]
8. Molière[1]
9. Jacques-Yves Cousteau[1]
10. Édith Piaf[1]
11. Marcel Pagnol
12. Georges Brassens
13. Fernandel
14. Jean de La Fontaine
15. Jules Verne
16. Napoleon Bonaparte
17. Louis de Funès
18. Jean Gabin
19. Daniel Balavoine
20. Serge Gainsbourg
21. Zinédine Zidane
22. Karol Wielki
23. Lino Ventura
24. François Mitterrand
25. Gustave Eiffel
26. Émile Zola
27. Siostra Emmanuelle
28. Jean Moulin
29. Charles Aznavour
30. Yves Montand
31. Jeanne d’Arc
32. Generał Leclerc
33. Voltaire
34. Johnny Hallyday
35. Antoine de Saint-Exupéry
36. Claude François
37. Christian Cabrol
38. Jean-Paul Belmondo
39. Jules Ferry
40. Louis Lumière
41. Michel Platini
42. Jacques Chirac
43. Charles Trenet
44. Georges Pompidou
45. Michel Sardou
46. Simone Signoret
47. Haroun Tazieff
48. Jacques Prévert
49. Éric Tabarly
50. Ludwik XIV
51. David Douillet
52. Henri Salvador
53. Jean-Jacques Goldman
54. Jean Jaurès
55. Jean Marais
56. Yannick Noah
57. Albert Camus
58. Dalida
59. Léon Zitrone
60. Nicolas Hulot
61. Simone Veil
62. Alain Delon
63. Patrick Poivre d’Arvor
64. Aimé Jacquet
65. Francis Cabrel
66. Brigitte Bardot
67. Guy de Maupassant
68. Alexandre Dumas (ojciec)
69. Honoré de Balzac
70. Paul Verlaine
71. Jean-Jacques Rousseau
72. Robespierre
73. Renaud
74. Bernard Kouchner
75. Claude Monet
76. Michel Serrault
77. Pierre-Auguste Renoir
78. Michel Drucker
79. Raimu
80. Vercingetorix
81. Raymond Poulidor
82. Charles Baudelaire
83. Pierre Corneille
84. Arthur Rimbaud
85. Georges Clemenceau
86. Gilbert Bécaud
87. José Bové
88. Jean Ferrat
89. Lionel Jospin
90. Jean Cocteau
91. Luc Besson
92. Tino Rossi
93. Pierre de Coubertin
94. Jean Renoir
95. Gérard Philipe
96. Jean-Paul Sartre
97. Catherine Deneuve
98. Serge Reggiani
99. Gérard Depardieu
100. Françoise Dolto